# Estakáda

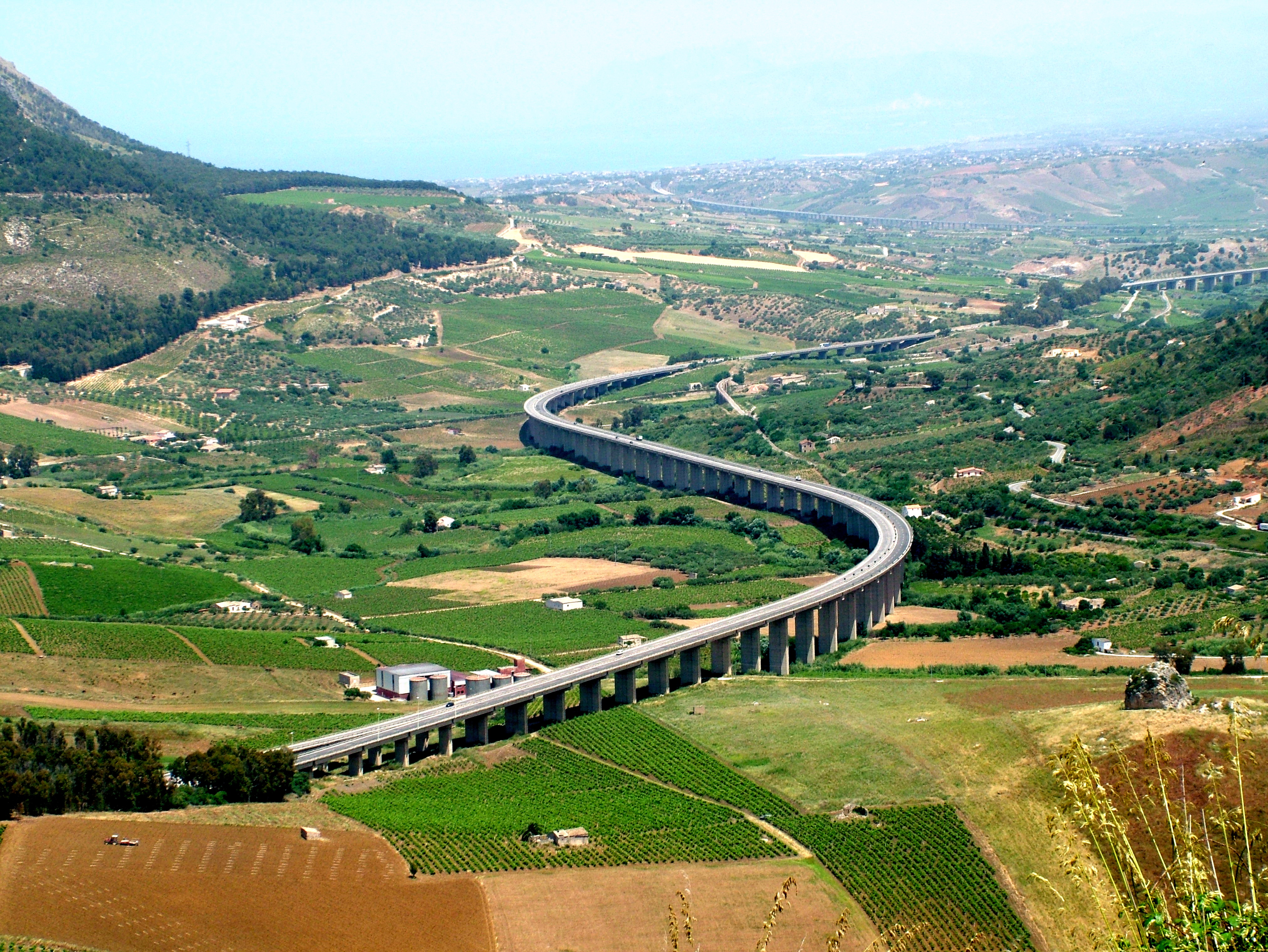
Estakáda na sicilské dálnici A29

Estakáda je typ mostu, komunikační těleso nesené pilíři. Na rozdíl od těch mostů, jejichž účelem je překlenout údolí, řeku apod., se estakády staví tam, kde by vzhledem k profilu terénu bylo nemožné nebo příliš nákladné zbudovat pozemní komunikaci,[zdroj⁠?!] v husté zástavbě pro překlenutí vzdálenosti bez úrovňového křížení, za účelem oddělení dopravní trasy od okolní krajiny[zdroj⁠?!] nebo zvýšení komunikace nad záplavovou oblast.

## Posun významu v češtině
V češtině 19. století a první poloviny 20. století se výraz estakáda používal v původním významu francouzského estacade. Rozuměla se jím stavba vybíhající do moře, zpravidla dřevěná, na dřevěných pilotách. Obdobný význam jako v 19. století estakáda má nyní v češtině molo.
Od druhé poloviny 20. století slouží slovo estakáda v češtině zejména pro komunikační tělesa na pilířích (např. vysočanská estakáda, výstupní barrandovská estakáda, lahovická estakáda). V některých jazycích došlo k obdobnému posunu významu, ale např. němčina si vytvořila výraz Hochstraße. V některých zemích a jazycích se pro takové stavby používá místní varianta slova viadukt, to se však v češtině používá pro kamenné obloukové mosty, nejčastěji železniční, a to nejen pro dlouhé inundační, ale i pro malé jednoobloukové podjezdy.